# ميلتون كامبل
ميلتون كامبل (بالإنجليزية: Milton Campbell)‏ هو عداء سريع أمريكي، ولد في 15 مايو 1976 في أتلانتا في الولايات المتحدة.

## وصلات خارجية
- ميلتون كامبل على موقع الاتحاد الدولي لألعاب القوى (الإنجليزية)